# Pékèsse
Pékèsse ist eine Gemeinde (commune) im Département Tivaouane der Region Thiès, gelegen im zentralen Westen Senegals. Sie besteht aus dem namensgebenden Hauptort (chef-lieu) sowie weiteren Dörfern (villages) und Weilern (hameaux).

## Geographische Lage
Pékèsse liegt im Erdnussbecken Senegals, 46 Kilometer nordöstlich der Départementspräfektur Tivaouane und  120 Kilometer nordöstlich von Dakar. Das Gemeindegebiet hat eine Fläche von 180,70 km². Benachbarte Kommunen sind im Uhrzeigersinn Mbayène im Osten, Niakhène und Dinguiraye im Süden, Mérina Dakhar im Westen und im Norden Ngandiouf.

## Geschichte
Das Dorf Pékèsse war seit 1976 Hauptort einer Landgemeinde (communauté rurale) und erhielt 2014, wie in Senegal alle communautés rurales, den landesweit einheitlichen Status einer Gemeinde (commune).

## Bevölkerung
Die letzten Volkszählungen ergaben jeweils folgende Einwohnerzahlen:
| Jahr | Einwohner |
| ---- | --------- |
| 2002 | 17.621    |
| 2013 | 19.759    |
| 2023 | 26.294    |

## Verkehr
Das Gebiet von Pékèsse ist von dem Fernstraßennetz Senegals allseits weit entfernt. Der Hauptort ist aus Westen von Mékhé her über eine als Regionalstraße ausgewiesene 22 Kilometer lange Schotterpiste erreichbar.